# Arundinelleae
Arundinelleae es una tribu de hierbas de la familia Poaceae. Tiene los siguientes géneros.

## Géneros
- Arundinella - Chandrasekharania - Danthoniopsis - Dilophotriche - Garnotia - Gilgiochloa - Jansenella - Loudetia - Loudetiopsis - Trichopteryx - Tristachya - Zonotriche[1]